# 新鉾田駅

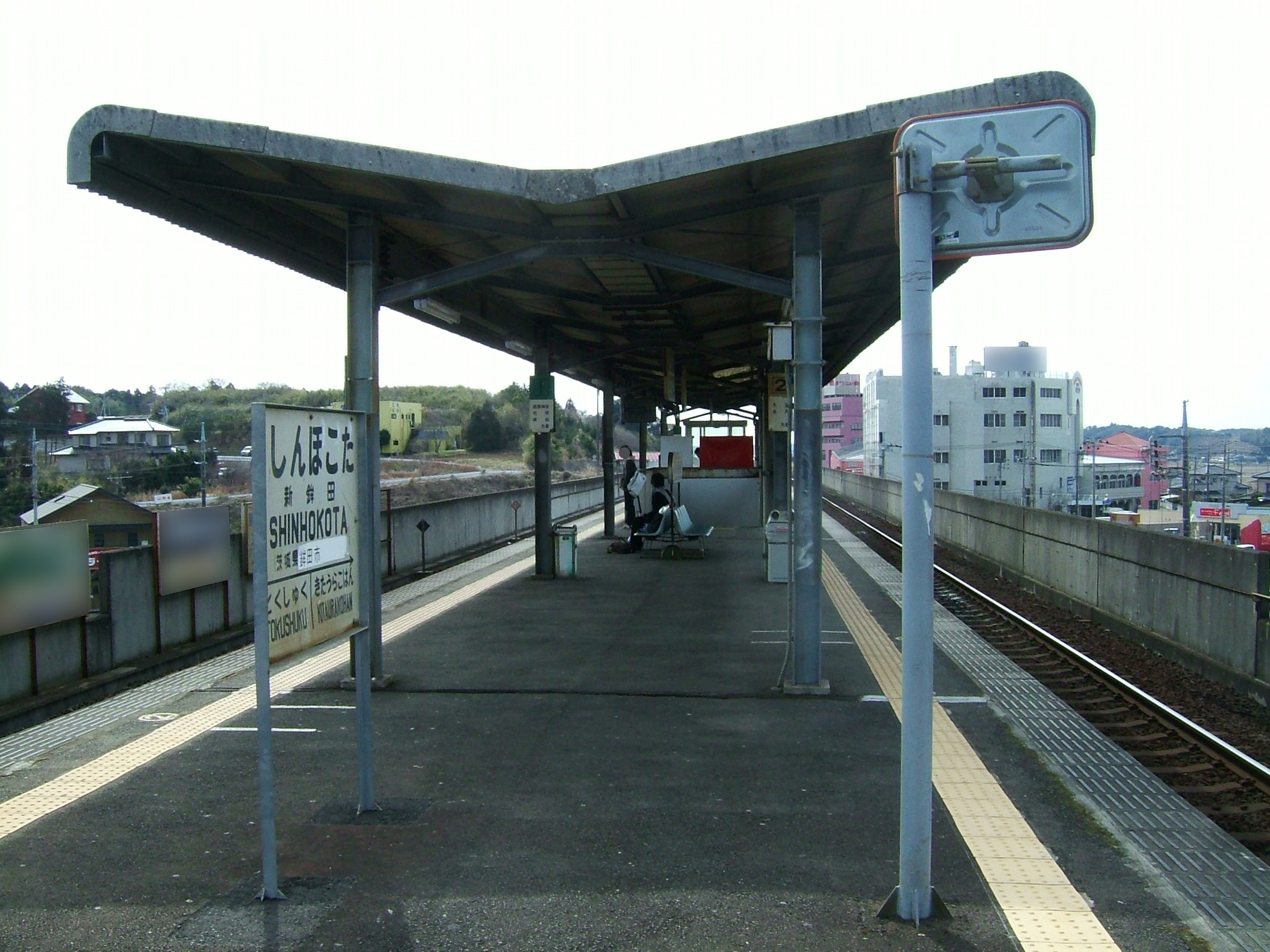
ホーム（2008年3月）

新鉾田駅（しんほこたえき）は、茨城県鉾田市新鉾田一丁目にある鹿島臨海鉄道大洗鹿島線の駅である。

## 歴史
- 1985年（昭和60年）3月14日：大洗鹿島線開通時に開設[1]。
- 2023年（令和5年）3月27日：エレベーターの供用を開始[2]。

## 駅構造
島式ホーム1面2線を有する高架駅である。水戸駅と当駅を結ぶ区間列車も1日数本設定されている。
社員配置駅（早朝夜間不在）。出札窓口、自動券売機設置。改札階とホームを結ぶエレベーターが設置されている。

### のりば
| 番線 | 路線        | 方向 | 行先           |
| ---- | ----------- | ---- | -------------- |
| 1    | ■大洗鹿島線 | 下り | 鹿島神宮方面   |
| 2    | ■大洗鹿島線 | 上り | 大洗・水戸方面 |

### 当駅における運行形態
- 上り（鹿島旭・大洗・水戸）方面
  - 日中は概ね1-2時間に1本の普通列車（水戸行）が停車する、朝と夕方には当駅始発の列車も設定されている[3]。
- 下り（大洋・鹿島大野・鹿島神宮方面）
  - 日中は概ね1-2時間に1本の普通列車（鹿島神宮行）が停車する[3]。

## 利用状況
| 1日乗降人員推移 | 1日乗降人員推移 |
| 年度            | 1日平均人数     |
| --------------- | --------------- |
| 2011年          | 1,458           |
| 2012年          | 1,717           |
| 2013年          | 1,701           |
| 2014年          | 1,565           |
| 2015年          | 1,485           |
| 2016年          | 1,523           |
| 2017年          | 1,455           |
| 2018年          | 1,513           |

## 駅周辺
旧・鉾田町の中心市街地の東に隣接し、空地が多い。2007年（平成19年）4月1日に廃止された鹿島鉄道線の鉾田駅は、鉾田の市街地を挟んだ反対側、当駅より西へ徒歩約20分ほどの場所に位置していたが、同線の代替バスは当駅まで乗り入れる（後述）。

### 西側方面

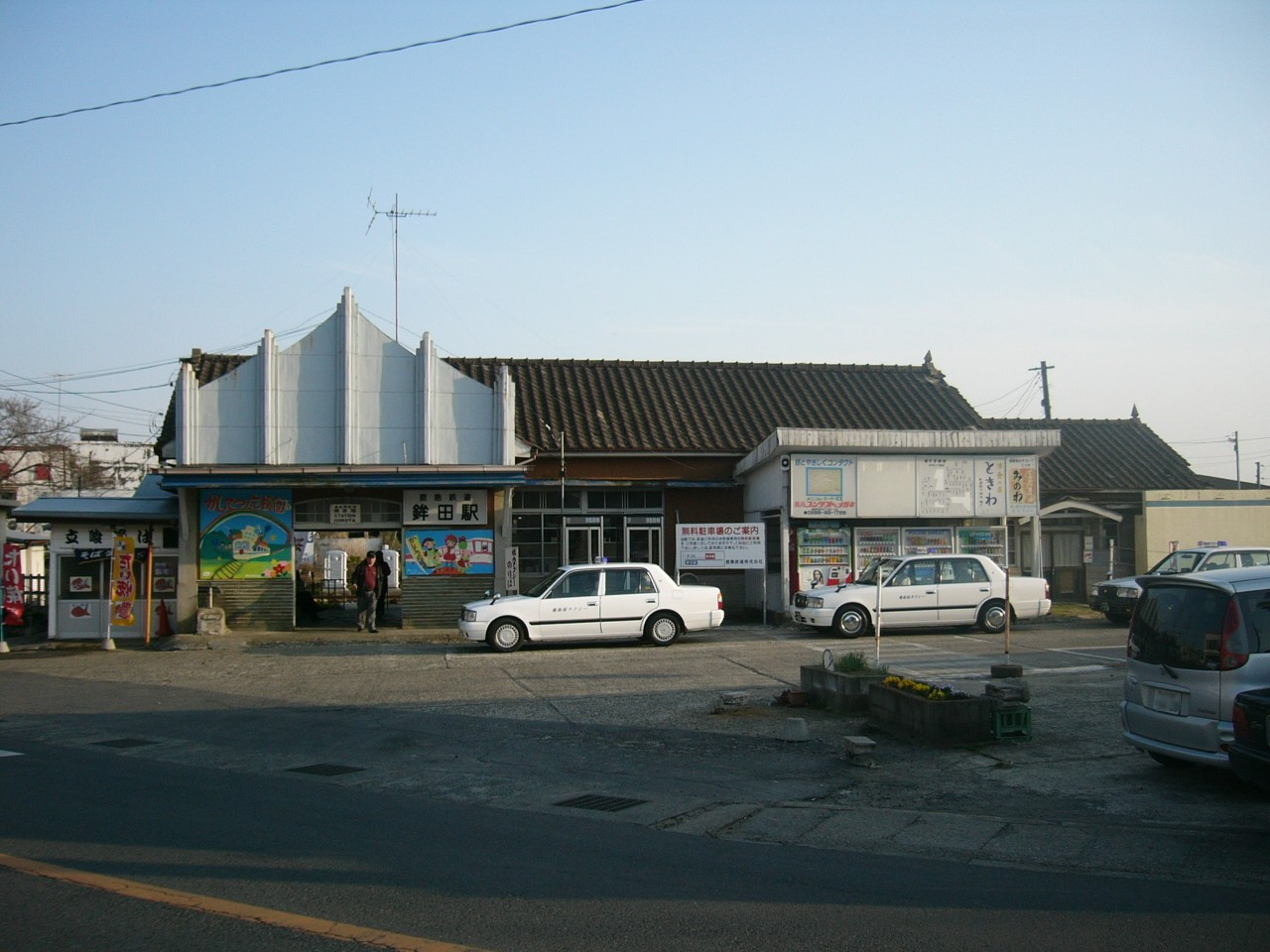
鉾田駅跡地はバスターミナル機能のみ存続（鉄道営業当時の2006年3月撮影）

市街地、鉾田駅（旧・鹿島鉄道線）方面
- 水戸信用金庫鉾田支店
- セレモニー雲海
- 総合結婚式場ニュー麻生
- ホテルニュー麻生
- 茨城県立鉾田第一高等学校・附属中学校
- 茨城県立鉾田第二高等学校
- 鉾田市立鉾田南中学校
- 鉾田郵便局
- 鉾田駅前郵便局
- 鉾田ファッションモール
- 鉾田地方合同庁舎
- 鉾田市役所（旧・鉾田町役場）
- 鉾田保健所
- 鉾田市立図書館

### 東側方面
- 市営新鉾田駅前駐車場
- ドラッグストアトライウェル鉾田店
- 国土交通省霞ヶ浦河川事務所鉾田出張所
- 鉾田市立鉾田南小学校

## バス路線

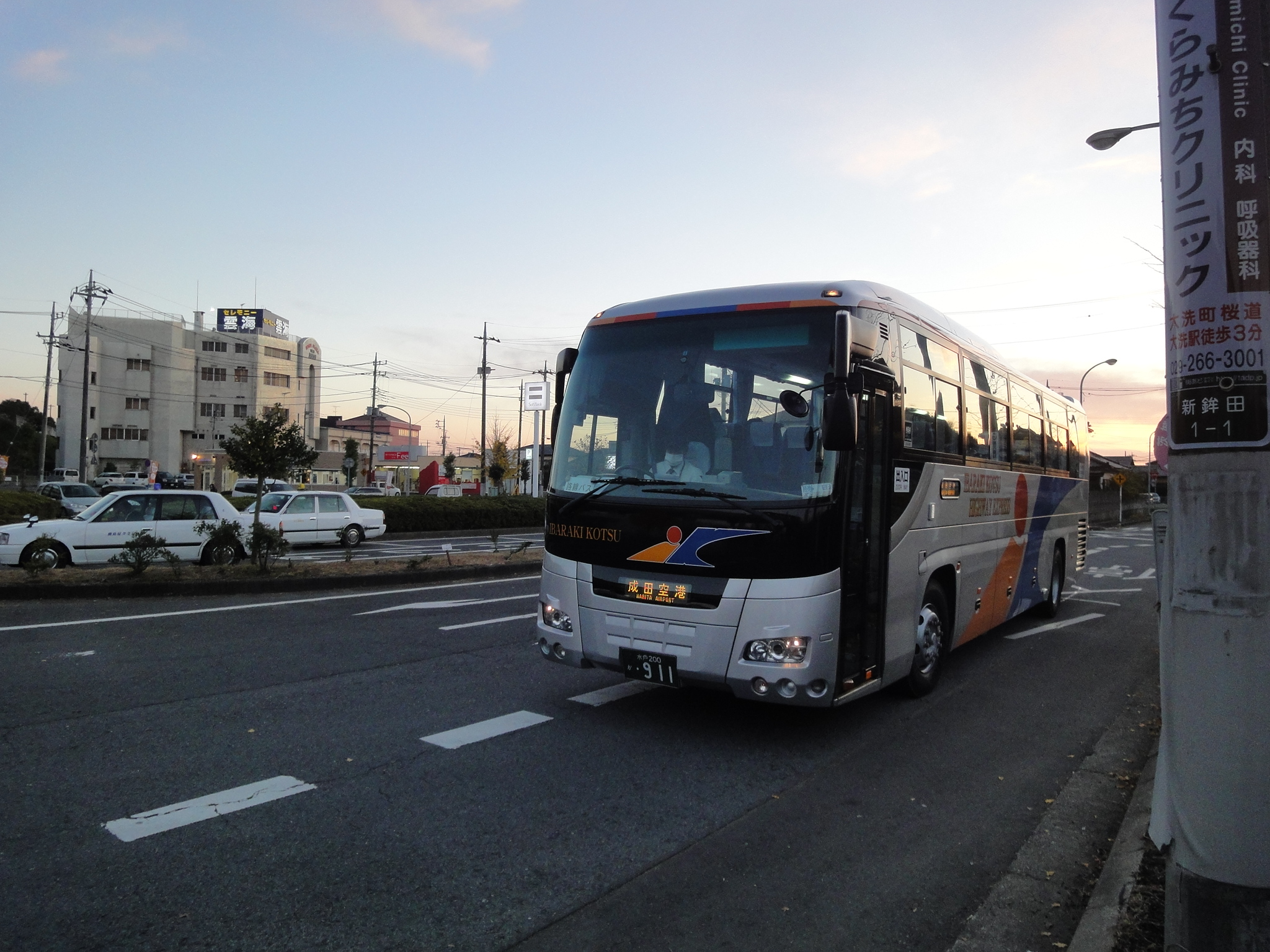
ローズライナー (成田空港線)成田空港行き

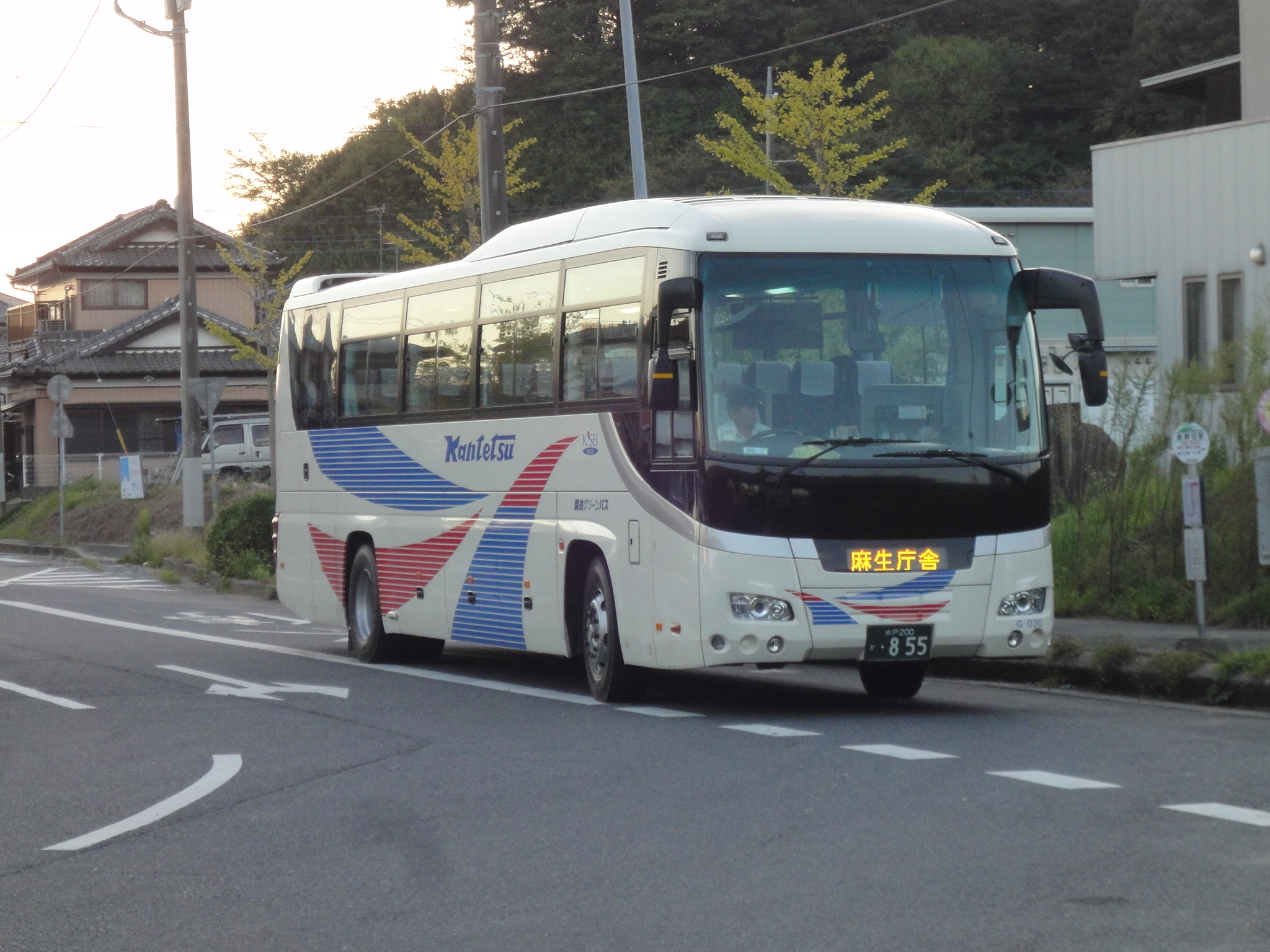
通学急行バス麻生庁舎行き

駅前に停留所がある。停留所名は「新鉾田駅」または「新鉾田駅前」。
成田空港行き、東京駅行きの高速バスと麻生庁舎行きの急行バスと路線バス（石岡駅・鉾田駅・茨城空港方面）が乗り入れる。当駅を経由しない水戸市内行きなどはバスターミナルとして存続している鉾田駅バスターミナルを発着する。鉾田駅バスターミナルまで約1.5キロメートルある（徒歩約20分）。
- 高速バス
  - 成田空港行き（ローズライナー） - 千葉交通・茨城交通
  - 東京駅行き（あそう号 麻生庁舎・潮来駅・佐原駅で乗降可能） - 関東鉄道（旧関鉄グリーンバス）
- 路線バス
  - （かしてつバス）玉造・小川・石岡市内経由 石岡駅行き - 関東鉄道
  - （かしてつバス）鉾田市役所経由 鉾田駅行き - 関東鉄道

## その他
当駅は鉾田市の代表駅であるが、2007年4月1日の鹿島鉄道廃止までは鉾田駅が鉾田市の代表駅であった。大竹海岸の最寄り駅であるが、公共交通機関でのアクセス手段はない。

## 隣の駅
鹿島臨海鉄道
■大洗鹿島線
徳宿駅 - 新鉾田駅 - 北浦湖畔駅

### 記事本文